# Martin Fleischmann
Martin Fleischmann (29. března 1927 Karlovy Vary – 3. srpna 2012 Tisbury) byl chemik, specializující se na elektrochemii. Je nechvalně známý tím, že na konci 80. let 20. století vyvolal se svým kolegou Stanleyem Ponsem mediální senzaci předčasným ohlášením výsledků jejich výzkumu studené fúze. Jejich pokus se doposud[kdy?] nepodařilo přesvědčivě zopakovat.[zdroj⁠?!]